# Carabao (Ban nhạc)
Carabao (tiếng Thái: คาราบาว) là ban nhạc Thái Lan rất nổi tiếng của hãng Warner Music Thailand được thành lập vào năm 1981.

## Các cột mốc đáng nhớ

### Album
- 1981	Lung Khii Maw
- 1982	Pae Khaai Khuat
- 1983	Waniphok
- 1983	Th. Thahaan Ot Thon
- 1984	Made In Thailand
- 1985	Ameerikooi
- 1986	Prachaathippatai
- 1987	Welcome To Thailand
- 1988	Thap Lang
- 1990	Haam Chot Khwaai
- 1991	Wichaa Phae
- 1992	Satcha Sip Prakan
- 1993	Chang Hai
- 1994	Khon Saang Chaat
- 1995	Chaek Kluai...
- 1995	Haak Huachai Yang Rak Khwaai
- 1997	Senthaang Saai Plaa Daek
- 1997	Che Yang Mai Taai
- 1998	Ameerikan Anthaphaan
- 1998	Phoo Juu Phoo Kin
- 2000	Siam Lor Tue
- 2001	Sao Bia Chang
- 2002	Nak Soo Poo Ying Yai
- 2005	Samakki Thailand
- 2007	25 Pee Luk Lung Khee Mao
- 2009	Ho
- 2013	Sawadii Phrathet Thai